# Валяльня

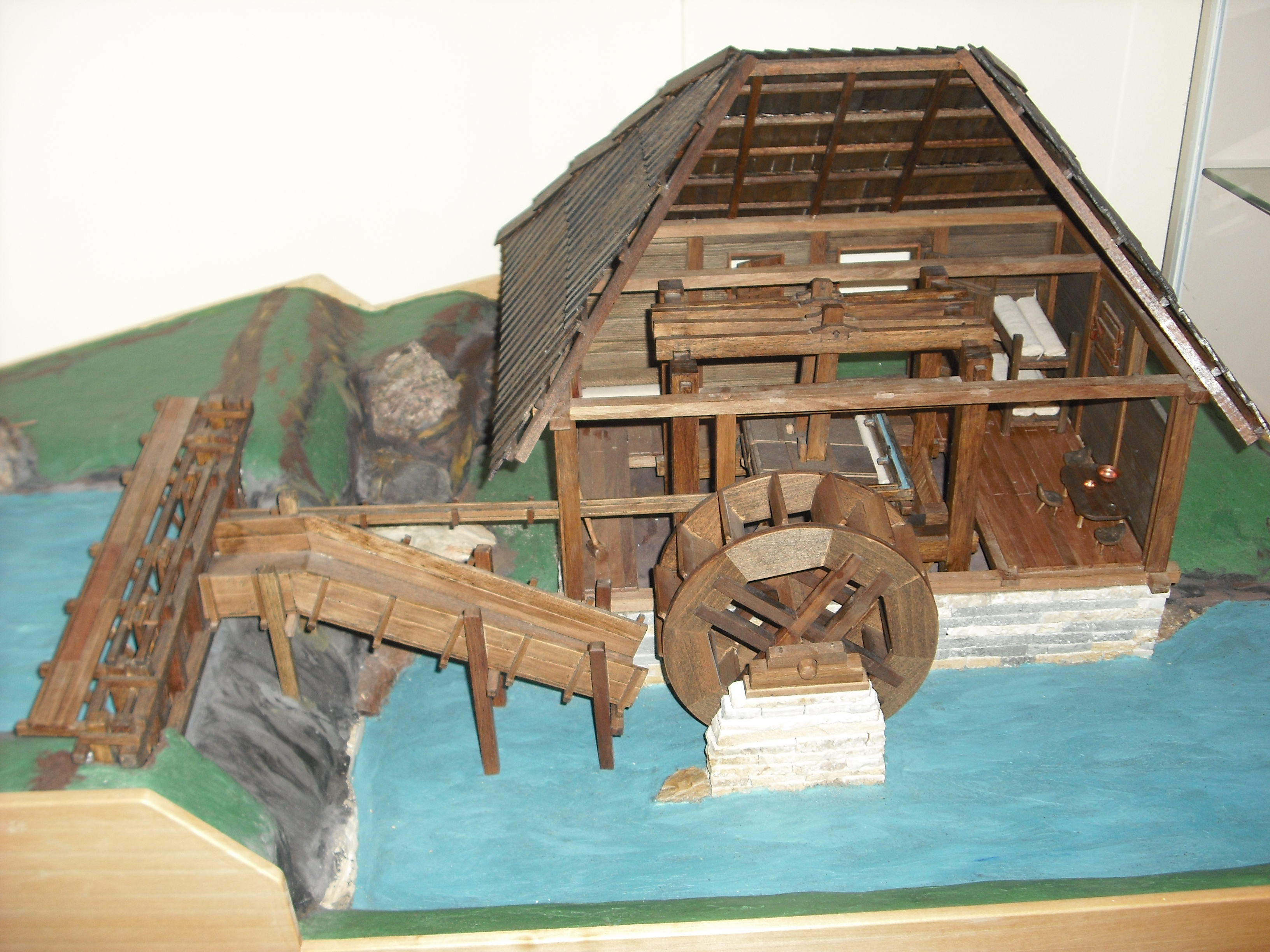
Модель валяльні з водяним приводом. Сербія.

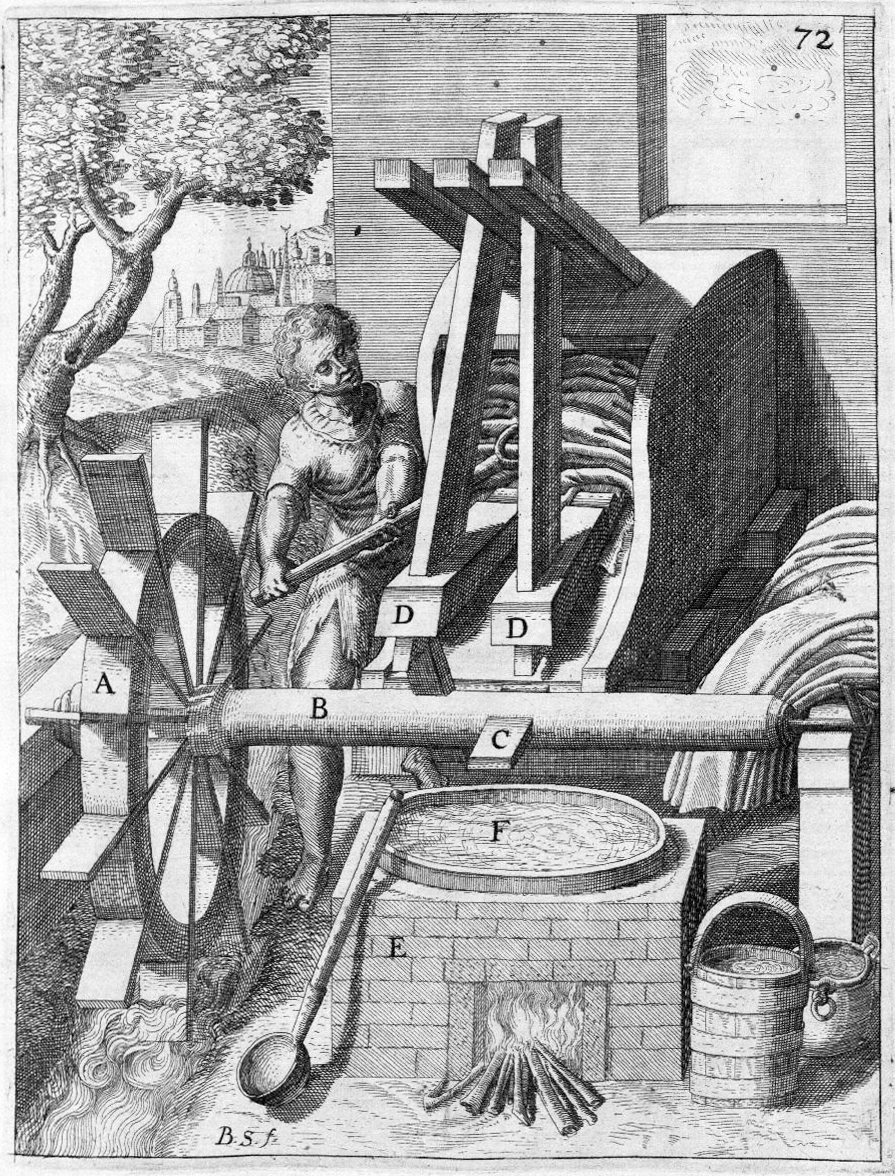
Будова валяльні на гравюрі з Theatrum Machinarum Novum Г. А. Беклера

Валя́льня чи валю́ша (від пол. falusz < лат. fullare/follare — «валяти сукно»; надалі зазнало контамінації зі слов'янським валяти) — майстерня або фабрика, де виготовляють тканини й деякі інші вироби шляхом валяння. Майстерня з виготовлення сукна називається сукновальнею (у Словнику Б. Грінченка засвідчена назва ступа сукнєна).
Перші валяльні використовували мускульну силу: валяння здійснювалося руками чи ногами. Знайдені в Помпеях фрески зображують валяння сукна туптанням у спеціальних коритах. Потім стали використовувати бияки чи била — довгі палиці. З другої половини XII століття для цього процесу стали застосовувати дерев'яні молоти, що приводилися в рух водяним колесом (в Україні XIX ст. водяні сукновальні також називалися ступарями). У таких валюшах дерев'яні молоти ударяли в сукно, що лежало в ступі — видовбаній колоді. Згідно зі збереженими документами, в 1339 році сукнар у Франкфурті-на-Майні використовував водяний привод для своєї сукновальні. Валюші належали сукнарським цехам і часто були міськими підприємствами, але в районах з розвиненими традиціями сукнарства їх будували і в селах. Вони могли бути як самостійними будівлями, так і поєднаними зі зерновими млинами, лісопильнями чи олійнями. Сільські валюші були невеликими рубленими будинками, критими ґонтом чи стріхою. Обладнання складалося з корита для сукна, молотів з приводом від вала колеса, вогнища з казаном для підігрівання води.
Зазвичай у валюші було 4 молоти. Сукно складали в корито, наповнене гарячою водою, іноді з додаванням лугу. Механізми з вертикальними товкачами, через кривошипи з'єднані з валом колеса, використовувалися тільки для очищання вовни. Для валяння використовувалися молоти, удари яких здійснювалися горизонтально; держаки молотів підвішувалися до рами, а робочі частини відводилися назад виступами на валі водяного колеса.
Для валяння ліжників використовують особливий вид валяльні, який називається вали́ло. На відміну від звичайної валяльні, у валилі звалювання вовни здійснюється безпосередньо потужним струменем води, що падає у велику ємність. Для найкращого звалювання в ємності мають бути не більш 3-4 ліжників, процес забирає від 4 годин влітку до 10 взимку, при цьому розміри виробу зменшуються на 20 %.
У XIX столітті на сукновальнях машини з молотами стали замінятися більш продуктивними машинами з парними валиками, через яке протягається сукно для ущільнення.